# سده بیستم میلادی
| سده‌ها: | سده ۱۹ - سده ۲۰ - سده ۲۱                          |
| دهه‌ها: | ۱۹۰۰ ۱۹۱۰ ۱۹۲۰ ۱۹۳۰ ۱۹۴۰ ۱۹۵۰ ۱۹۶۰ ۱۹۷۰ ۱۹۸۰ ۱۹۹۰ |

سدهٔ ۲۰ میلادی از سال ۱۹۰۱ تا ۲۰۰۰ در گاه‌شماری میلادی است. این دوره برابر با سال‌های بین ۱۲۷۹ تا ۱۳۷۹ در گاه‌شماری هجری خورشیدی است.
در اصطلاح عوام آن را از سال ۱۹۰۰ تا ۱۹۹۹ می‌دانند. استدلال‌های زیادی برای تصدیق برداشت عامیانه از این اصطلاح آورده شده‌است. استفان جی گولد بر این باور است که دههٔ اول سده، ۹ سال دارد. عده‌ای نیز بر این باورند که سیستم سالشماری نجومی دارای سالی به نام صفر است که معمولاً آن را به نام ۱ سال قبل از میلاد می‌شناسند. سازمان بین‌المللی استانداردسازی در سال ۲۰۰۰ استانداردی به نام ایزو ۸۶۰۱ را برای استفاده از سیستم سال‌شماری نجومی معرفی کرد. این استاندارد نظر کسانی را که معتقد بودند سدهٔ جدید چند ماه زودتر آغاز شده تصدیق می‌کرد. ضمناً تقریباً همیشه دهه‌ها با سال «۰» آغاز می‌شوند، در نتیجه همانگونه نیز نامگذاری می‌شوند (۱۹۶۰).
این اصطلاح همچنین برای دوره‌هایی که روی تقویم با هم برخورد دارند نیز استفاده می‌شود که از این میان می‌توان سدهٔ بیستم کوتاه را نام برد که طبق آن سدهٔ بیستم به سال‌های بین ۱۹۱۴ تا ۱۹۸۹ گفته می‌شود. در نتیجه دوران پیش از جنگ جهانی اول به سدهٔ ۱۹ و سال‌های دههٔ ۱۹۹۰ جزو سدهٔ ۲۱ تلقی می‌شوند.
این نکته به درستی قابل درک است که بخشی از سال‌های ابتدایی سدهٔ بیستم پیش از جنگ جهانی اول از دیدگاه فرهنگی و پیشرفت فناوری جزو سدهٔ ۱۹ به‌شمار می‌آید. همچنین بسیاری بر این باورند که دههٔ ۱۹۹۰ به دلیل رخ دادن وقایعی (نظیر ظهور اینترنت) جزو سدهٔ ۲۱ به حساب می‌آید.
از موفقیت‌های بشر در قرن بیستم سفر به فضا و ارسال ماهواره‌های تحقیقاتی است. تصاویر زمین که توسط ماهواره‌ها تهیه شده، شناخت انسان از زمین را افزایش داده است. این تصاویر نشان می‌دهد که بخش اعظم کره زمین پوشیده از آب است.

## دورنما

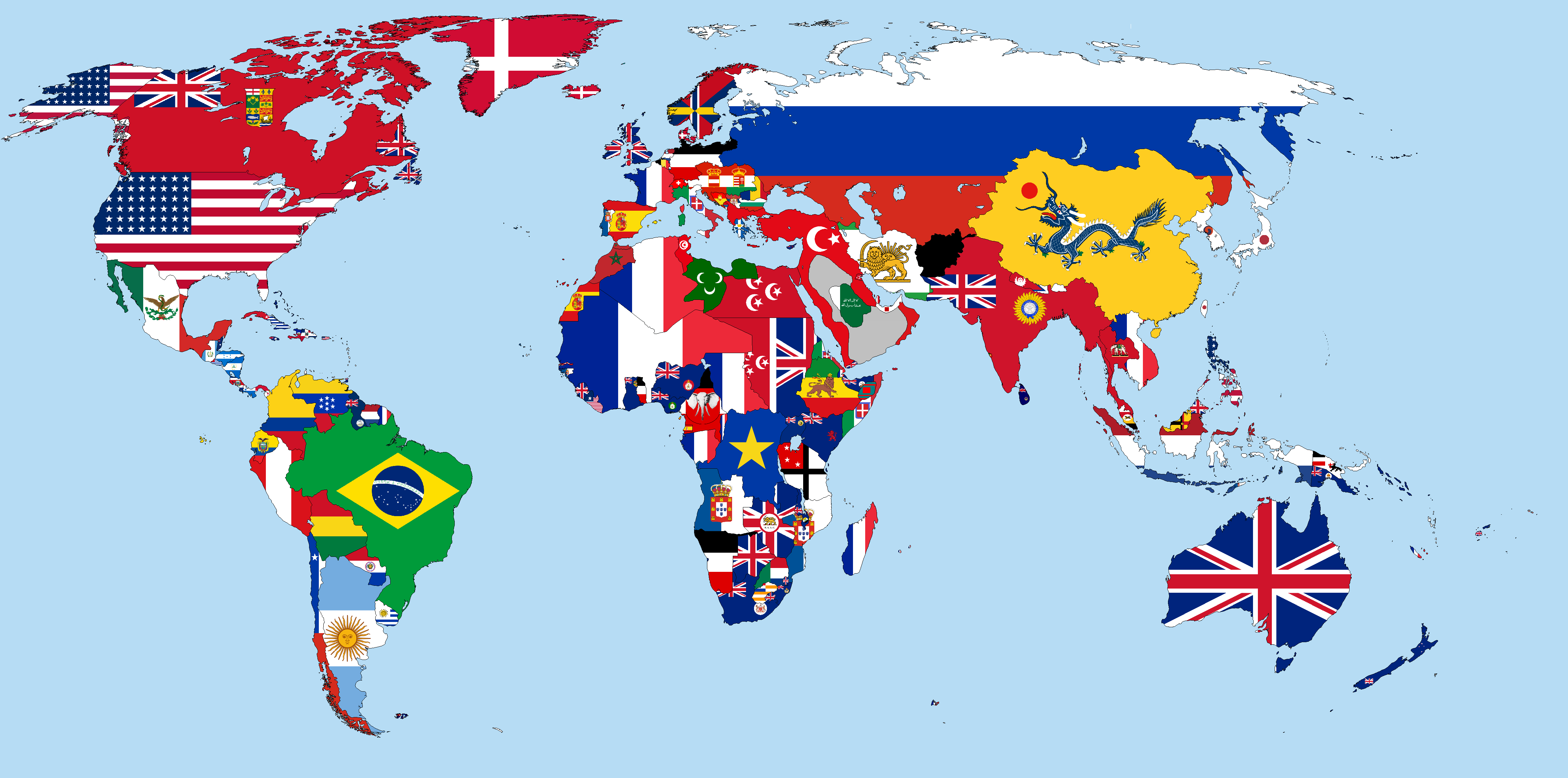
نقشه جهان در اوایل سده بیستم (سال ۱۹۰۰)

در سدهٔ بیستم میلادی تغییرات قابل توجهی در شیوهٔ زندگی مردم به وجود آمد. این تغییرات در نتیجهٔ پیشرفت‌ها و نوآوری‌های فنّی، پزشکی، اجتماعی، نظری و سیاسی بود. اصطلاحاتی چون ایدئولوژی، جنگ جهانی، قتل‌عام و جنگ هسته‌ای وارد واژه‌های روزمرهٔ مردم شدند و تأثیرات زیادی روی زندگی آن‌ها گذاشتند. جنگ‌ها به مقیاس‌ها و درجه‌های بی‌سابقه‌ای از پیچیدگی رسیدند. تنها در جنگ جهانی دوم (۱۹۴۵-۱۹۳۹) حدود ۵۷ میلیون نفر کشته شدند که یکی از دلایل مرگشان پیشرفت در تولید سلاح‌ها بود. روند مکانیزه‌سازی کالاها و خدمات و شبکه‌های ارتباطی که از سدهٔ نوزدهم آغاز شده بود با سرعت بیشتری در سدهٔ بیستم ادامه یافت. در این سده به جای ترور و هرج و مرج شاهد تلاش‌های زیادی برای استقرار صلح بودیم. جان اف کندی، ۳۵امین رئیس‌جمهور آمریکا زمانی گفت:
ما به دنبال چه نوع صلحی هستیم؟ من راجع به صلحی حقیقی صحبت می‌کنم، صلحی که زمین را مکانی ارزشمند برای زیستن می‌سازد. نه فقط برای زمان ما، بلکه برای همهٔ زمان‌ها. مشکلات ما را انسان‌ها ساخته‌اند، پس توسط انسان‌ها نیز باید حل شوند. به عنوان آخرین سخن باید بگویم که کم‌ترین پیوند ما این است که روی یک سیاره زندگی می‌کنیم، از یک هوا نفس می‌کشیم، نگران آیندهٔ کودکانمان هستیم و همه روزی خواهیم مرد.
تقریباً همهٔ شئون زندگی در اکثر جوامع به‌طور اساسی تغییر پیدا کرد و افراد برای نخستین بار توانستند فارغ از سابقه و طبقهٔ اجتماعی بر تاریخ تأثیرگذار باشند. به جرأت می‌توان گفت که سدهٔ بیستم آنچنان چهرهٔ زمین را دگرگون ساخت که با هیچ سدهٔ دیگری قابل مقایسه نیست.
- فناوری
- میزان مرگ و میر
- مرگ و میر کودکان
- بیماری‌های مسری
- امید به زندگی
- مرگ و میر مادران
- جنگ‌ها

اکتشافات علمی مانند فرضیهٔ نسبیت و مکانیک کوانتوم جهان‌بینی دانشمندان را به‌طور اساسی تغییر داد و باعث شد تا آن‌ها دریابند که جهان ما بسیار پیچیده‌تر از آن است که فکر می‌کردند. این امر همچنین موجب آن شد که در ابتدای سدهٔ بعد، امیدها برای تکمیل آخرین جزئیات باقی‌ماندهٔ علوم بالا بروند.
برای کسب دورنمایی بهتر از رویدادهای تاریخی این سده به مقالهٔ مروری بر سدهٔ ۲۰ مراجعه کنید.
گاهی اوقات سدهٔ بیستم را چه در داخل و چه در خارج از ایالات متحده، سدهٔ آمریکا می‌خوانند که البته بسیاری نیز با این اصطلاح مخالف هستند.

## پیشرفت‌های مهم، رویدادها و دستاوردها
در سده بیستم میلادی رویدادهای بسیار مهمی رخ داده است که مهم‌ترین رویدادها اشاره شده‌اند.
۱۹۰۱: مرگ ملکه ویکتوریا و سپس پایان عصر ویکتوریا
۱۹۰۱: استرالیا  از امپراتوری بریتانیا، استقلال یافت.
۱۹۰۱: آغاز سلطنت ادوارد هفتم
۱۹۰۱: اصلاحیه پلات در ۲ مارس ۱۹۰۱
۱۹۰۱: ترور ویلیام مک‌کینلی در تاریخ ۱۴ سپتامبر
۱۹۰۲: استقلال کوبا از ایالات متحده
۱۹۰۲: پایان جنگ بوئر دوم
۱۹۰۲: پایان جنگ فیلیپین و آمریکا
۱۹۰۲: اختراع اولین تهویه مطبوع الکترونیکی توسط ویلیس کریر
۱۹۰۳: برگذاری اولین تور دو فرانس
۱۹۰۲-۱۹۰۳: بحران ونزوئلا ۱۹۰۲–۱۹۰۳
۱۹۰۲-۱۹۰۵: آرتور بالفور تاثیر در استقلال اسرائیل
۱۹۰۳: اختراع هواپیما توسط برادران رایت
۱۹۰۳-۱۹۱۸: راه‌آهن برلین–بغداد
۱۹۰۴: توافق قلبی
۱۹۰۴: نبرد عنیزه (۱۹۰۴)
۱۹۰۴-۱۹۰۵: جنگ روسیه و ژاپن
۱۹۰۴-۱۹۰۸: نسل‌کشی در هررو و نامیبیا
۱۹۰۵: انقلاب ۱۹۰۵ روسیه
۱۹۰۶–۱۹۰۵: بحران طنجه
۱۹۰۷: قرارداد سن پترزبورگ
۱۹۰۸: به‌توپ بستن مجلس به دستور محمدعلی شاه
۱۹۰۸: انقلاب ترکان جوان در عثمانی
‎۱۹۰۸–۱۹۰۹: بحران بوسنی
۱۹۱۰: تهمت خون در شیراز
۱۹۱۱: بحران اقادیر
۱۹۱۱-۱۹۱۲: جنگ عثمانی و ایتالیا
۱۹۱۲: فروپاشی دودمان چینگ و قدرت‌گیری جمهوری چین
۱۹۱۳: جنگ‌های بالکان
۱۹۱۴: آغاز جنگ جهانی اول با ترور آرشیدوک فرانتس فردیناند
۱۹۱۴: بحران ژوئیه
۱۹۱۵: ۲۴آوریل، سالروز اولین نسل‌کشی سده بیستم نسل‌کشی ارمنی‌ها
۱۹۱۶: قیام عید پاک
۱۹۱۷: انقلاب اکتبر (انقلاب بلشویکی روسیه)
۱۹۱۸: پایان جنگ جهانی اول با تجزیه امپراتوری عثمانی، اتریش-مجارستان و قرارداد 
۱۹۱۹: خیزش ژانویه در آلمان 
۱۹۲۰: کودتای کاپ
۱۹۲۱: کودتای ۳ اسفند ۱۲۹۹
۱۹۲۱: عهدنامه قارص میان آتاتورک و لنین 
۱۹۲۲: راهپیمایی رم
۱۹۲۲: انقلاب یازده سپتامبر ۱۹۲۲ و تشکیل اتحاد جماهیر شوروی سوسیالیستی
۱۹۲۳: کودتای آبجوفروشی
۱۹۲۵: شورش شیخ سعید در کردستان ترکیه
۱۹۲۶: کوتای مه در لهستان
۱۹۲۷: شورش آرارات علیه دولت ترکیه
۱۹۲۹–۳۳: رکود بزرگ اقتصادی و بیکاری
۱۹۳۰: حادثه موشا
۱۹۳۱: شورش احمد بارزانی
۱۹۳۲: شروع مناقشه لتیسیا میان پرو و کلمبیا
۱۹۳۳: دفاع از دیوار بزرگ
۱۹۳۴: جنگ عربستان سعودی و یمن (۱۹۳۴)
۱۹۳۵: حمله ایتالیا به اتیوپی
۱۹۳۶: انقلاب ۱۹۳۶ اسپانیا
۱۹۳۷: شورش اسلام‌گرایان در سین‌کیانگ (۱۹۳۷)
۱۹۳۸: اتم شکافته شد
۱۹۳۹: جنگ جهانی دوم کشتار بی‌رحمانه انسانها
۱۳۳۹-۴۰: شروع شدن جنگ زمستان میان شوروی و فنلاند
۱۹۴۱: کودتای یوگسلاوی
۱۹۴۱: شورش لژونرها و قتل‌عام بخارست
۱۹۴۴: کودتای ۱۹۴۴ بلغارستان و رومانی
۱۹۴۵: پایان جنگ جهانی دوم و پیروزی نیروهای متفقین
۱۹۴۵ (ششم اوت): استفاده از بمب هسته‌ای در جنگ برای نخستین بار
۱۹۴۵: انقلاب ملی اندونزی
۱۹۴۵: تأسیس سازمان ملل
۱۹۴۵: حادثه کیوجو و ماتسویی در ژاپن
۱۹۴۶: شورش‌های ۱۹۴۶ لاپاز
۱۹۴۶: نبرد آتن ۱۹۴۶
۱۹۴۷: قیام ماداگاسکار
۱۹۴۷: مناقشه کشمیر میان هند و پاکستان
۱۹۴۸: اعلامیه جهانی حقوق بشر
۱۹۴۷–۹۱: جنگ سرد
۱۹۴۷: فروپاشی پروس پس از ۴۰۰ سال
۱۹۴۸: کودتای ۱۹۴۸ چکسلواکی
۱۹۴۸- اکنون: مناقشات اعراب و اسرائیل در خاورمیانه
۱۹۴۸-۱۹۴۹: خیزش ججو در کره جنوبی
۱۹۴۹: انقلاب کمونیستی چین و قدرت‌گیری مائو
۱۹۵۰-۵۳: جنگ کره
۱۹۵۲: انقلاب ۱۹۵۲ مصر
۱۹۵۳: مرگ استالین و شروع شدن استالین‌زدایی
۱۹۵۳: کودتای ۲۸ مرداد و سرنگونی دولت مصدق
۱۹۵۴: کودتای ۱۹۵۴ گواتمالا
۱۹۵۵–۷۵: شروع جنگ ویتنام
۱۹۵۵: فروپاشی و انحلال خانات کلات توسط دولت پاکستان
۱۹۵۸: تاسیس جمهوری متحد عربی و شروع شدن پان‌عربیسم
۱۹۵۸: انقلاب ۱۴ ژوئیه در عراق
۱۹۵۸: کودتای ۱۹۵۸ پاکستان
۱۹۶۰: وقوع بزرگترین زلزله جهان با ۹.۵ ریشتر در شیلی
۱۹۶۰: کودتای ۲۷ مه ترکیه و برکنای دولت
۱۹۶۱: نخستین پرواز فضایی انسان توسط یوری گاگارین و شروع شدن عصر فضا
۱۹۶۱: شکاف چینی شوروی و درگیری در منچوری
۱۹۶۱: کودتای ۱۹۶۱ الجزایر
۱۹۶۲: عملیات کارگر مزرعه در ویتنام
۱۹۶۳: کودتای ۱۹۶۳ سوریه
۱۹۶۳: انقلاب رمضان، شورش الرشید و درنهایت کودتای نوامبر ۱۹۶۳ عراق
۱۹۶۳: رویارویی اندونزی و مالزی
۱۹۶۴: کودتای ۱۹۶۴ برزیل
۱۹۶۵: راه‌پیمایی‌های سلما به مونتگمری
۱۹۶۶: کودتای ۱۹۶۶ سوریه
۱۹۶۷: تشکیل حکومت نظامی یونان
۱۹۶۸: انقلاب ۱۷ ژوئیه و تشکیل عراق بعثی
۱۹۶۹: شورش ۱۹۶۹ ایرلند شمالی
۱۹۶۹: فرود نخستین ادم بر روی ماه (نیل آرمسترانگ)
۱۹۶۹: عملیات مشترک اروند
۱۹۷۰: شروع استعمارزدایی در جهان
۱۹۷۱: سپتامبر سیاه در اردن
۱۹۷۳: کودتای ۱۹۷۳ شیلی و سرنگونی آلنده
۱۹۷۳: کودتای ۲۶ سرطان در افغانستان
۱۹۷۴: تجاوز نظامی ترکیه به قبرس
۱۹۷۴: انقلاب میخک در پرتغال
۱۹۷۵: پایان جنگ ویتنام
۱۹۷۵: پیوستن ایالت سیکیم به هند
۱۹۷۵: بحران قانونی استرالیا
۱۹۷۶: قیام اخوان المسلمین سوریه
۱۹۷۸: انقلاب ثور و نفوذ امپریالیسم شوروی در افغانستان
۱۹۷۸: منازعه ترکیه با کردها
۱۹۷۹: انقلاب ۵۷
۱۹۷۹: پاکسازی حزب بعث
۱۹۷۹: عملیات طوفان
۱۹۸۰: کودتای نوژه
۱۹۸۰: خیزش ۱۹۷۹-۱۹۸۰ شیعیان عراق و سپس جنگ ایران و عراق
۱۹۸۱: جنگ نفت‌کش‌ها و سپس تاسیس شورای همکاری خلیج فارس
۱۹۸۱: جنگ فالکلند میان آرژانتین و بریتانیا
۱۹۸۲: جنگ ۱۹۸۲ لبنان
۱۹۸۳: تهاجم آمریکا به گرانادا
۱۹۸۴: طرح رود بزرگ دست ساز
۱۹۸۵: عملیات پای چوبین
۱۹۸۶: وقوع فاجعه چرنوبیل در اوکراین شوروی
۱۹۸۶: انقلاب قدرت مردم در فیلیپین
۱۹۸۷: انتفاضه اول
۱۹۸۷: کودتای ۱۹۸۷ فیجی
۱۹۸۸: ایران کنترا، عملیات آخوندک و در آخر پایان جنگ ایران و عراق
۱۹۸۹: فروپاشی دیوار برلین و شروع شدن انقلاب‌های ۱۹۸۹
۱۹۹۰: اتحاد آلمان
۱۹۹۱: فروپاشی اتحاد جماهیر شوروی
۱۹۹۱-۹۲: کودتای ۱۹۹۱-۹۲ گرجستان
۱۹۹۲: تجزیه شدن کشور چکسلواکی و به وجود آمدن کشورهایی هم چون جمهوری چکواسلوواکی
۱۹۹۲: فروپاشی یوگسلاوی و به وجود آمدن کشورهایی همچون کرواسی.بوسنی و هرزگوین.صربستان.مونته‌نگرو.اسلوونی.کوزوو
۱۹۹۳: نبرد موگادیشو
۱۹۹۴: جنگ اول قره‌باغ
۱۹۹۵: تاسیس سازمان تجارت جهانی
۱۹۹۶: شروع جنگ داخلی نپال
۱۹۹۷: پایان نخستین جنگ داخلی لیبریا
۱۹۹۷: واگذاری هنگ کنگ پس از صد سال
۱۹۹۸: تصویب قانون اساسی آلبانی
۱۹۹۹: تصویب قانون اساسی فدرال سوئیس
۱۹۹۹: انعقاد پیمان اتاوا و انتخاب یورو به عنوان پول رایج توسط کشورهای اروپایی
۱۹۹۹: کودتای ۱۹۹۹ پاکستان

### علم و فناوری
- خط تولید و تولید انبوه موتورهای وسایل نقلیه و دیگر کالاها، به تولیدکنندگان اجازهٔ تولید محصولات بیشتر و ارزانتر را داد. این امر اجازه داد تا اتوموبیل به یکی از مهم‌ترین وسایل حمل و نقل تبدیل شود.
- اختراع هواپیما و موتورهای جت اجازه داد تا جهان کوچک‌تر شود. پروازهای فضایی باعث شدند تا دانش دیگر مردم جهان افزایش یابد و به وسیلهٔ ماهواره‌ها، ارتباطات جهانی هم‌زمان میسر شوند.
- رسانه‌های گروهی همچون فیلم، رادیو و تلویزیون باعث شدند تا ارتباط بین پیام‌های سیاسی و سرگرمی‌ها با تأثیر بی‌سابقه‌ای افزایش یابد.
- دسترسی انبوه به تلفن و بعدها رایانه به ویژه اینترنت، راه‌های بیشتری برای ارتباطات نزدیکتر بین مردم به وجود آورد.
- الکترونیک کاربردی به ویژه در شکل مینیاتوری آن مثل مدارهای مجتمع، رشد یادشدهِ رسانه‌های گروهی، تلویزیون، محاسبات مختلف و همهٔ اَشکال ابزارآلات هوشمند را موجب شد. این پیشرفت‌ها به همراه توسعهٔ علوم طبیعی همچون فیزیک بود که برای مثال باعث پیشبرد روند رو به رشد نیروی محاسبه (مانند ابررایانه) شد.
- پیشرفت در تولید کود نیتروژنی، ضدآفت‌ها و ضدعلف‌ها موجب تولید محصولات بهتر کشاورزی شد.
- پیشرفت در فیزیک محض از طریق فرضیهٔ نسبیت و مکانیک کوانتومی موجب توسعهٔ سلاح‌های هسته‌ای (که در اصطلاح عامیانه بمب اتم شناخته می‌شوند و شهر صنعتی هیروشیما و شهر تاریخی ناکازاکی را نابود کردند)، رآکتورهای هسته‌ای و لیزر شد.

نیروی فیوزن به‌طور گسترده‌ای مورد مطالعه قرار گرفت اما در پایان سده به صورت یک فناوری آزمایشی باقی‌ماند.
- اختراع وسایلی چون ماشین لباسشویی و تهویهٔ مطبوع موجب افزایش کمیت و کیفیت اوقات بیکاری در طبقه‌های متوسط جوامع غربی شد.
- دیگر اختراعات تأثیرگذار سدهٔ بیستم: آنتی‌بیوتیک، قرص‌های ضدبارداری، پلاستیک‌های جدید، ترانزیستور، اینترنت
- ادامه…

### جنگ‌ها و سیاست‌ها
- اعطای حقّ رأی به همهٔ افراد بالغ در ملل دموکراتیک آغاز شد.
- ناسیونالیسم و آگاهی‌های ملی رو به رشد یکی از دلایل آغاز جنگ جهانی اول بود که قدرت‌های اصلی جهان همچون آلمان، فرانسه، ایتالیا، ژاپن، آمریکا و کشورهای همسود بریتانیا را وارد این جنگ خانمان‌سوز کرد. جنگ جهانی اول باعث خلق کشورهای جدیدی در جهان مخصوصاً اروپای شرقی شد. برخی، این جنگ را به کنایه «جنگی برای خاتمهٔ همهٔ جنگ‌ها» خواندند. در این جنگ جان میلیون ها انسان گرفته شد ، مانند قحطی ۱۲۹۸–۱۲۹۶ ایران بدست انگلیس و روس ، در این قحطی نزدیک به ۵۰٪ از جمعیت ایران (۹ میلیون) به سبب گرسنگی، سوءتغذیه و قحطی از بین رفتند.
- پس‌آمدهای اقتصادی و سیاسی جنگ جهانی اول باعث رشد فاشیسم و نازیسم در اروپا شد. در این جنگ همچنین کشورهایی از آسیا و اقیانوس آرام نیز شرکت داشتند به این شکل که ژاپن به چین و آمریکا تعرض کرد. در حالیکه در جنگ جهانی اول بیشتر کشته‌شدگان را سربازان تشکیل می‌دادند ولی در جنگ جهانی دوم مردم بی‌گناه بسیاری کشته شدند. از بمباران شهرها گرفته مانند بمباران درسدن تا بار دیگر قحطی در ایران بدست متفقین ، و  قتل‌عام یهودی‌ها و دیگران به دست آلمان‌ها (هولوکاست )
- تلاش‌های بولشویک‌ها در طول جنگ جهانی اول در روسیه موجب انقلاب ۱۹۱۷ روسیه شد. پس از حضور جماهیر متحد شوروی در جنگ جهانی دوم، کمونیسم تبدیل به قدرتی مهم در عرصه سیاست جهانی شد و شروع به گسترش در تمامی جهان کرد. از این میان می‌توان کشورهای اروپای شرقی، چین، هندوچین و کوبا را نام برد. این امر باعث به وجود آمدن جنگ سرد و جنگ‌هایی با جهان غرب شد (مانند جنگ کره (۵۳–۱۹۵۰) و جنگ ویتنام (۷۵–۱۹۵۷))
- پیدایش تفکر و مکتبی جدید در قالب یک حکومت بدون پشتوانه بلوک شرق و بلوک غرب در انقلاب 1357 ایران ، 31 شهریور 1359 ، کشور عراق بطور رسمی به رهبری صدام (رهبر رژیم بعث عراق) ایران را مورد حمله قرار داد و به جرئت میتوان گفت جنگ جهانی سومی علیه این کشور به راه انداخت ، بدون شک رژیم بعث اولین حکومتی در تاریخ بود که بیشترین حمایت ها را در یک جنگ از کشور های مختلف جهان دریافت مینمود.
- سقوط کمونیسم در سال‌های پایانی دههٔ ۸۰ میلادی کشورهای اروپای شرقی و مرکزی را از زیر استیلای شوروی خارج کرد. این امر همچنین باعث تجزیهٔ جماهیر متحد شوروی و یوگسلاوی به بخش‌های کوچک‌تر شد که بسیاری از این تجزیه‌ها بر اساس ناسیونالیسم قومی بود. همهٔ این وقایع دست به دست هم دادند تا ایالات متحد آمریکا تبدیل به ابرقدرتی جهانی شود.
- با هم‌پیمان شدن ملل جهان پس از جنگ جهانی دوم، همکاری‌های بین‌الملی افزایش یافت. اتحادیهٔ اروپا تشکیل شد که یکی از دستاوردهای آن در پایان هزارهٔ دوم، به جریان افتادن واحد پولی جدیدی به نام یورو برای کشورهای عضو بود.
- پایان استعمار باعث استقلال کشورهای زیادی در آفریقا و آسیا شد. بسیاری از این کشورها در طول جنگ سرد به طرف یکی از سه کشور قدرتمند آمریکا، شوروی یا چین رفتند تا بتوانند از خود دفاع کنند.
- به وجود آمدن کشوری به نام اسرائیل با مردم یهودی‌تبار در عربی‌ترین نقطهٔ جهان باعث درگیری‌های زیادی در منطقه شد. این درگیری‌ها توسط چاه‌های نفت کشورهای عرب منطقه تحت تأثیر قرار گرفت.
- اصطلاح آسیای جنوب شرقی ساخته شد.

### فرهنگ و سرگرمی
- فیلم‌ها، موسیقی و رسانه‌ها تأثیر شدیدی روی سبک و شیوهٔ زندگی مردم گذاشت. به دلیل اینکه بسیاری از فیلم‌ها و موسیقی‌ها در ایالات متحد آمریکا تولید می‌شوند، فرهنگ آمریکایی نیز به سرعت در جهان پخش شد.
- زنان با کسب حقوق سیاسی در آمریکا و اروپا در نیمهٔ اول این سده و ظهور شیوه‌های نوین جلوگیری از بارداری توانستند استقلال بیشتری کسب کنند.
- در آمریکا سبک‌های راک اند رول و جاز در موسیقی به وجود آمدند و به زودی تبدیل به عمده‌ترین نوع موسیقی مورد علاقهٔ آمریکایی‌ها و سپس مردم جهان شدند. گروه موسیقی بیتلز که در دههٔ ۱۹۶۰ در انگلستان شکل گرفت تبدیل به یکی از موفق‌ترین گروه‌های موسیقی تاریخ شد. همچنین با ظهور مایکل جکسون تحول عظیمی در موسیقی پاپ به وجود آمد که پرفروشترین آلبوم‌های موسیقی جهان حاصل همین تحول عظیم بود.
- هنر مدرن سبک‌های جدیدی همچون اکسپرسیونیسم، کوبیسم و سوررئالیسم را به وجود آورد.
- حمل و نقل توسط اتوموبیل در نیمهٔ سدهٔ بیستم برای طبقات متوسط غربی میسر و آسان شد. این امر همچنان در حال پیشرفت در جهان است. طراحی شهرها در اکثر کشورهای غربی به شکلی بود که اتوموبیل‌ها را مرکز توجه قرار می‌داد. اتوموبیل تبدیل به نماد جوامع مدرن شد.
- ورزش تبدیل به بخش مهمی از جامعه شد، به‌طوری‌که دیگر مخصوص طبقات خاص نبود. بعدها تماشای ورزش از تلویزیون نیز تبدیل به فعالیت همه‌گیری شد.

### بیماری‌ها و داروها
- هرچند که کیفیت داروها رو به پیشرفت بود ولی بیماری‌های مسری به مدد شیوه‌های حمل و نقل جدید همچنان در حال گسترش بودند. آنفلونزای همه‌گیر، آنفلونزای اسپانیایی ۲۵ میلیون نفر را بین سال‌های ۱۹۱۸ تا ۱۹۱۹ از بین برد. ایدز نیز همچنان لاعلاج مانده و شیوه‌های نگهداری از بیماران مبتلا به آن بسیار گران بوده و مخصوص کشورهای پیشرفته است.
- پیشرفت در تولید داروهایی نظیر آنتی‌بیوتیک‌ها آمار مرگ و میر ناشی از بیماری‌ها را پایین آورد. داروهای جلوگیری از بارداری و شیوه‌های تغییر جنسیت توسعه پیدا کردند. کشف مولکول‌های دی‌ان‌ای و ظهور زیست‌شناسی مولکولی امکان شبیه‌سازی و مهندسی ژنتیک را فراهم ساخت.

### آفریقا

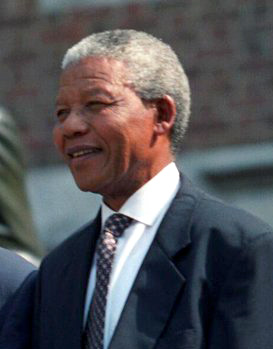
نلسون ماندلا، مبارز و رئیس‌جمهور آفریقای جنوبی

### اروپا

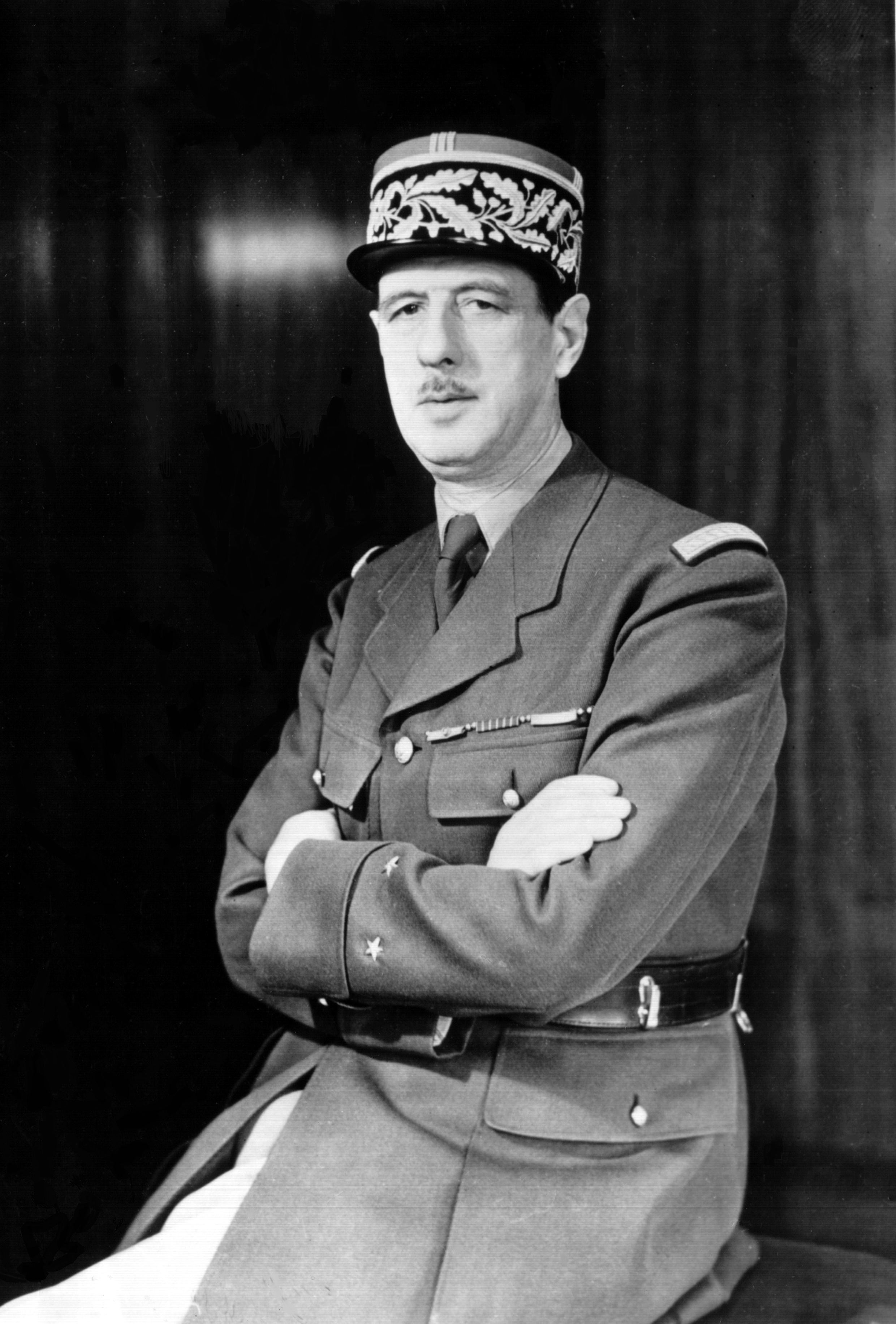
ژنرال شارل دوگل، نظامی و رئیس‌جمهور فرانسه

### ایالات متحده آمریکا

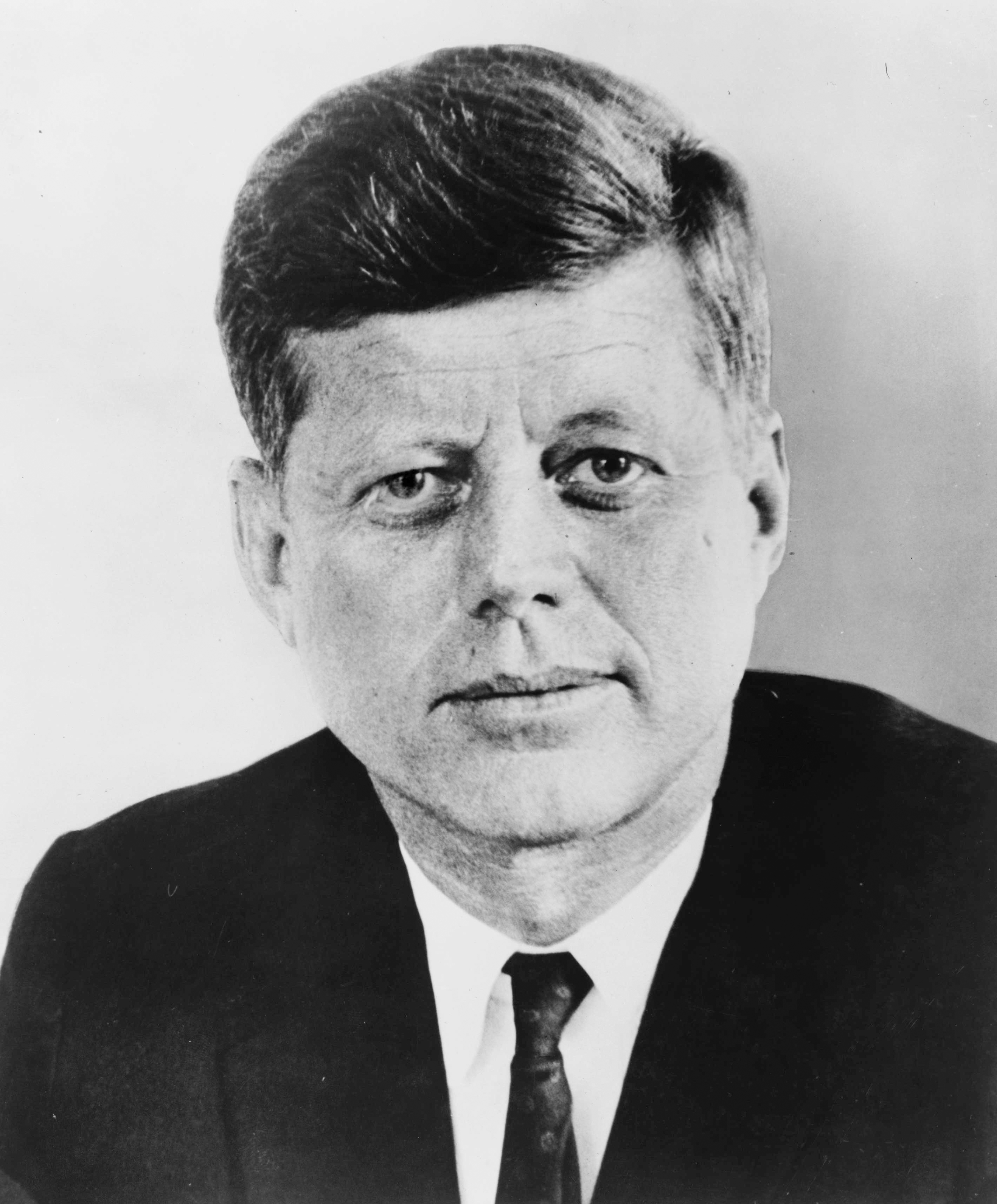
جان اف کندی، رئیس‌جمهور ایالات متحده آمریکا

### سینما

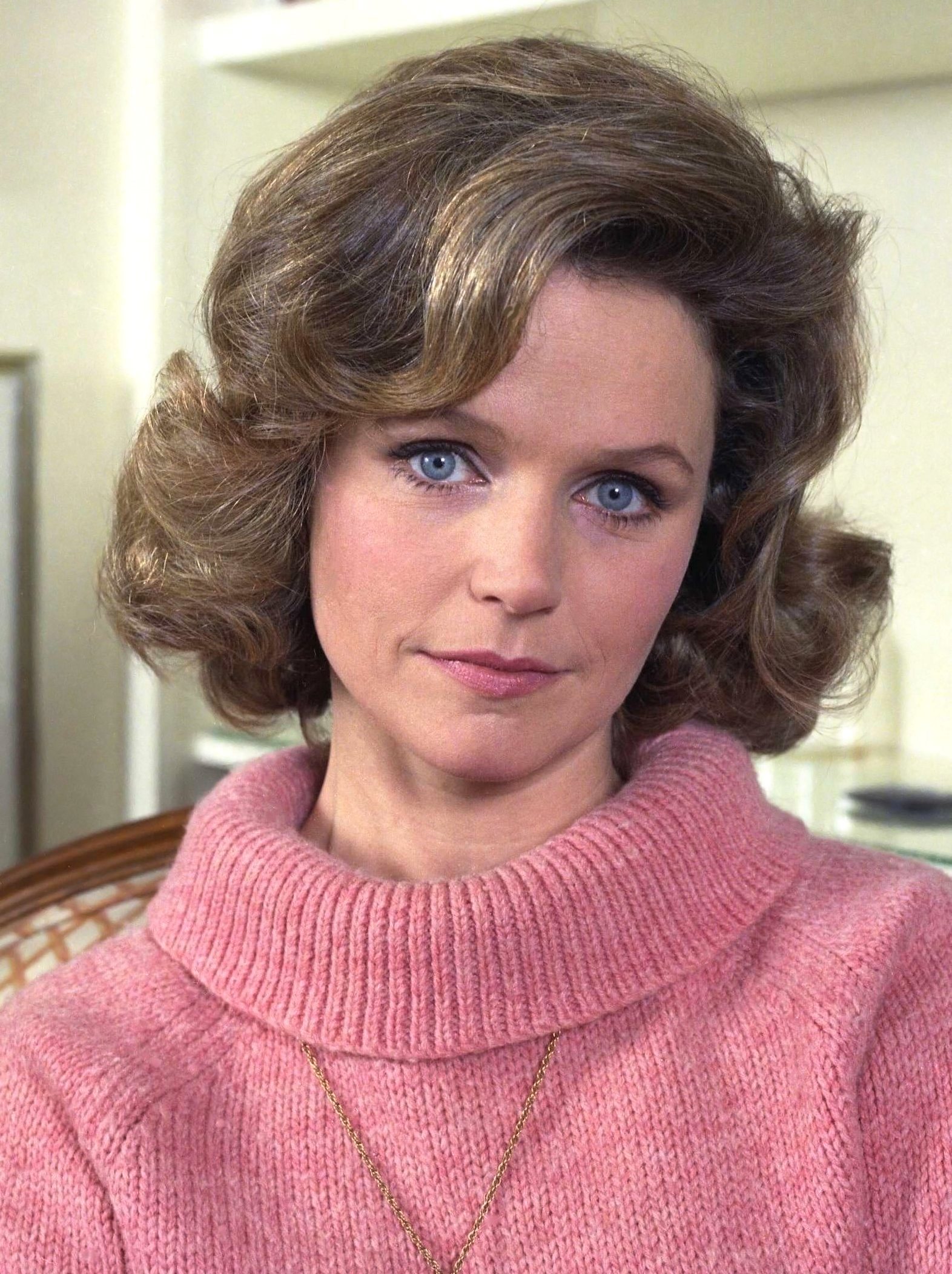
لی رمیک در سال ۱۹۷۴ میلادی